# Kazuko Hiyama
Kazuko Hiyama est une pianiste et pianofortiste japonaise née en 1977 à Osaka, résidant à Paris.

## Biographie

### Sa formation
Kazuko Hiyama est née en 1977 à Osaka au Japon, fille de la pianiste professionnelle Hisako Hiyama. Elle révèle rapidement des dispositions pour la musique. Elle commence le piano dès l'âge de quatre ans avec sa mère. Puis à douze ans, elle devient l'élève de Nobuyosi Kato jusqu’à son diplôme du Lycée Supérieur Toho-Gakuen en 1996.
En 1995, elle quitte le Japon et s'installe à Paris où elle entre au conservatoire à rayonnement régional de Paris (dans la classe d’Olivier Gardon). Elle y obtient son premier prix à l’unanimité en 1997. Puis elle enchaîne alors les formations supérieures :
- Cycle complet en piano au Conservatoire national supérieur de musique et de danse de Paris, avec comme professeurs Georges Pludermacher, Claire Désert et François-Frédéric Guy
- Suivi d'un cycle de perfectionnement au Conservatoire national supérieur de musique et de danse de Lyon dans la classe de Géry Moutier
- De nouveau le Conservatoire national supérieur de musique et de danse de Paris en musique de chambre dans la classe de Christian Ivaldi, Ami Flammer et Itamar Golan
- Suivi d'un cycle de perfectionnement en musique de chambre au conservatoire à rayonnement régional de Paris dans la classe de Paul Meyer et Éric Le Sage

Son expérience lui a permis d'occuper un poste de pianiste accompagnatrice au Conservatoire national supérieur de musique et de danse de Lyon.

### Sa passion pour le pianoforte
Elle suit un cycle de pianoforte sous la direction de Patrick Cohen au Conservatoire à rayonnement régional de Paris, dans le département musique ancienne.

### Ses distinctions
Elle est lauréate de plusieurs concours internationaux 
- Concours Claude Kahn à Paris, en 1996
- Concours Dvořák competition en République tchèque, en 1997
- 1er Grand Prix au Concours International de Piano Maryse Cheilan à Hyères, en 1997
- 2e prix au Concours International de Piano à Saint-Sébastien dans la catégorie deux pianos, en 2003

### Ses prestations
En 1992, à l’âge de quinze ans, elle interprète le Concerto pour piano n° 2 de Chopin avec le New City Philharmony de Tokyo.
Depuis 2001, elle fait partie de l’Ensemble Perspectives qu’elle a créé avec des musiciens du Conservatoire national supérieur de musique et de danse de Paris.
Pendant la saison 2003/2004, elle joue le Concerto pour piano n° 1 de Tchaïkovski avec l'Orchestre du Conservatoire national supérieur de musique et de danse de Lyon sous la direction de Peter Csaba, ainsi que le Triple Concerto de Beethoven avec l'Orchestre national de Lyon sous la direction de Ludovic Morlot à l’Auditorium de Lyon. Elle se produit au côté du clarinettiste Paul Meyer.
Pendant la saison 2004/2005, elle joue à l’Opéra de Lyon, au Théâtre Mogador et à l’Esplanade de Saint-Étienne avec l'Orchestre Symphonique de Saint-Étienne sous la direction de Martin Lebel. Elle est également invitée au festival « Piano Passion » ainsi qu’au festival « Musikalia ».
Depuis décembre 2005, elle participe comme claviste au spectacle « L’intrus », produit par Zig-Zag Créations sous la direction de Jean-Marie Adrien, musique électroacoustique dirigée par la danse contemporaine.
Depuis elle donne régulièrement des concerts comme soliste ou comme chambriste en France ou au Japon.
Enfin, elle a joué pour l’émission « Sur tous les tons » de France Musique l’été 2006 à Montpellier dans le cadre du Festival de Radio France et Montpellier Languedoc Roussillon.